# Râul Căciulelor
Râul Căciulelor este un curs de apă, afluent al râului Dâmbovița. 